# 584 a.C.

## Eventos
- Nebuzaradã, capitão da guarda de Nabucodonosor II, leva os 745 judeus e israelitas remanescentes para o cativeiro na Babilônia.[1]

## Mortes
- Falecimento de Ciaxares, n. 645 a.C. foi rei do Império dos Medos entre 625 a.C. e 584 a.C. [carece de fontes?]